# Estación Pedernal
Pedernal es la estación de ferrocarril de la localidad Homónima, Provincia de Entre Ríos, República Argentina. 

## Servicios
Se encuentra precedida por la Estación Ubajay y le sigue la Estación Clodomiro Ledesma